# Theodosia perakensis
Theodosia perakensis är en skalbaggsart som beskrevs av Moser 1901. Theodosia perakensis ingår i släktet Theodosia och familjen Cetoniidae.

## Underarter
Arten delas in i följande underarter:
- T. p. ayuthia
- T. p. kedahensis
- T. p. tanggilaon